# 解铭
解铭，直隶天津（今天津）人，是一名清朝政治人物。
解铭曾于1692年接替朱衣点任崇明县知县一职，1698年由汪文煜接任。